# 藤本二三代
藤本 二三代（ふじもと ふみよ、1937年5月13日 - 2001年3月28日）は日本の歌手。本名：三谷 綾子。

## 経歴
1937年（昭和12年）生まれ。父親の再婚相手は歌手の藤本二三吉であり、二三吉とは実の母娘ではないが、実の母娘以上に仲が良いと評判であった。
二三代が歌手を志した際、芸能界の厳しさを知り尽くしている二三吉は娘のことを思い反対したが、二三代の熱意に折れ熱心にサポートした。二三吉の力添えもあり、作曲家の吉田正に師事し、1956年（昭和31年）にビクターから「花の十九よさようなら」でデビュー。
1957年（昭和32年）11月発売の「夢みる乙女」、1958年（昭和33年）11月発売の「好きな人」、1960年（昭和35年）12月発売の「花の大理石（マーブル）通り」がヒット。この3曲とも、吉田正が作曲している。
NHK紅白歌合戦に4回連続出場という実績がある（詳細は下記参照）。
1961年（昭和36年）には岩下志麻主演の映画『あの波の果てまで・3部作』（松竹）の主題歌も担当した。
最後のレコードは、1973年（昭和48年）発売の「二人の北新地」。2001年（平成13年）3月28日、大動脈解離で急逝。63歳没。娘に歌手の藤本じゅりがいる。

## 主な曲
- 花の九よさようなら
- 夢みる乙女
- 好きな人
- 東京の空の下で
- 花の大理石（マーブル）通り
- あの波の果てまで
- 旅は青空（俳優の里見浩太郎（里見浩太朗）とのデュエット）
- すみれ娘
- 銀座の月
- あたしだけの夜
- 雨のホテル
- しのび逢い
- 昼下がりのブルース
- 古い手帖
- ああ美しき人ゆえに
- ひなげし小唄
- 潮来の兄妹（三浦洸一とのデュエット）
- 声も千両（同上）
- 明日は東京へ帰る人
- 酒場の花
- 祇園小唄（オリジナルは藤本二三吉)
- あの山見れば
- 白樺郵便
- 浪花そだち
- 恋やつれ
- 恋の先斗町
- 週末
- むすめ舟方さん
- ふたりの北新地

## NHK紅白歌合戦出場歴
| 1958年（昭和33年）/第9回 | 夢みる乙女     | 神戸一郎 |
| 1959年（昭和34年）/第10回 | 好きな人       | 若山彰   |
| 1960年（昭和35年）/第11回 | 東京の空の下で | 青木光一 |
| 1961年（昭和36年）/第12回 | 花の大理石通り | 藤島桓夫 |
| - このうち、第9回と第10回はラジオ中継による音声が現存する。 - 第10回は2009年4月29日放送のNHK-FM『今日は一日“戦後歌謡”三昧』の中で、二三代の歌を含め全編の音声が再放送された（音声はモノラル）。 |                |          |

## テレビ番組
- スター千一夜（フジテレビ）
- あなたのメロディー（NHK）
- なつかしの歌声（テレビ東京）
- 昭和歌謡大全集（テレビ東京）

## 映画出演
- 夜霧の南京街（1958年、東映）
- 右門捕物帖 片目の狼（1959年、東映）
- 初春狸御殿（1959年、大映） - ※DVD発売
- 噛みついた若旦那（1960年、東宝）
- 東京の空の下で（1960年、大映）
- 北上夜曲　北上川の初恋（1961年、大映）
- お世継ぎ初道中（1961年、東映）
- 銭形平次捕物控　美人鮫（1961年、大映）
- 次郎長と小天狗　殴り込み甲州路（1962年、東映）